# Gallesium
Gallesium (łac. Gallesinus, wł. Gallese) – stolica historycznej diecezji w Italii erygowanej około roku 700, a włączonej w 1805 w skład diecezji Civita Castellana. 
Współczesne miasto Gallese w prowincji Viterbo we Włoszech. Obecnie katolickie biskupstwo tytularne ustanowione w 1991 przez papieża Jana Pawła II.

## Biskupi tytularni
| Lp. | Biskup         | Funkcja             | Od            | Do |
| --- | -------------- | ------------------- | ------------- | -- |
| 1   | Antonio Franco | nuncjusz apostolski | 28 marca 1992 |    |